# Tombul-Moschee

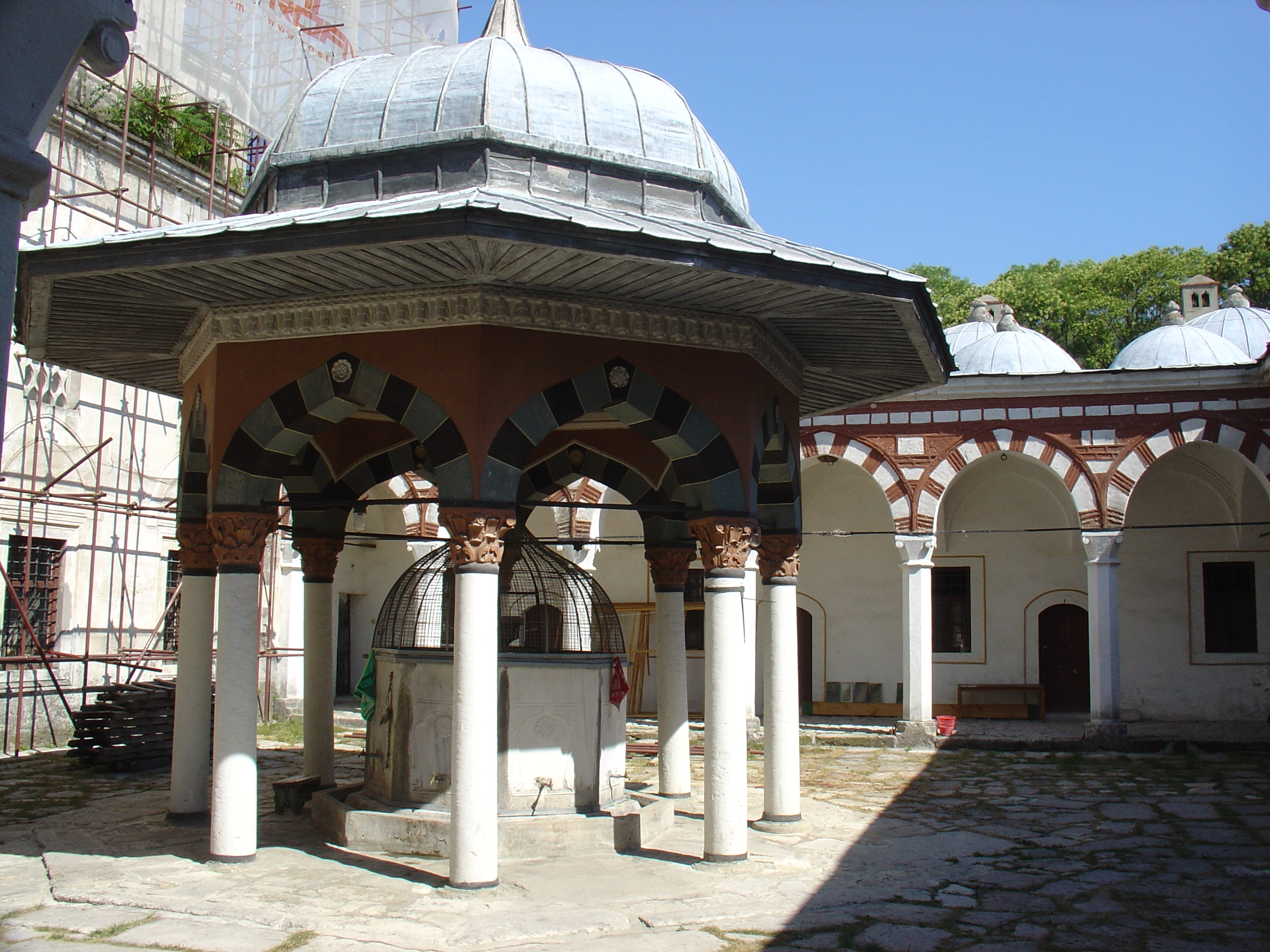
Der Şadırvan im Innenhof der Moschee

Die Tombul-Moschee (bulgarisch Томбул джамия/Tombul dschamija, türkisch Tombul Camii) ist die größte Moschee Bulgariens und angeblich auch die zweitgrößte Moschee der Balkanhalbinsel. Sie befindet sich in Schumen im Nordosten des Landes und ist nicht nur eines der bedeutendsten Bauwerke islamischer Kunst in Bulgarien aus der Zeit der osmanischen Herrschaft, sondern wohl auch das bedeutendste osmanische Bauwerk des 18. Jahrhunderts in der europäischen Reichshälfte. Der Bau begann 1740 und wurde der Bauinschrift zufolge 1744/1745 abgeschlossen. 
Während der kommunistischen Herrschaft in Bulgarien (1944–1989) diente die Moschee als Museum. Heute ist die Tombul-Moschee wieder im Betrieb und zählt zu den 100 nationalen touristischen Objekten des Landes (Nummer 95), die vom Bulgarischen Tourismusverband aufgelistet wurden.

## Name
Der im Volksmund gebräuchliche Name der Moschee leitet sich vom türkischen Wort tombul (zu dt. mollig, kugelrund, füllig) ab, das die bauchförmige Form der Kuppel beschreibt. Der „offizielle“ Name des Bauwerks ist Şerif-Halil-Paşa-Moschee (bulgarisch: Джамия Шериф Халил паша, türkisch: Şerif Halil Paşa Camii), ihr Bauherr ein in der ersten Hälfte des 18. Jahrhunderts wirkender osmanischer Verwalter, der wahrscheinlich aus der Gegend von Schumen gebürtig war.

## Architektur

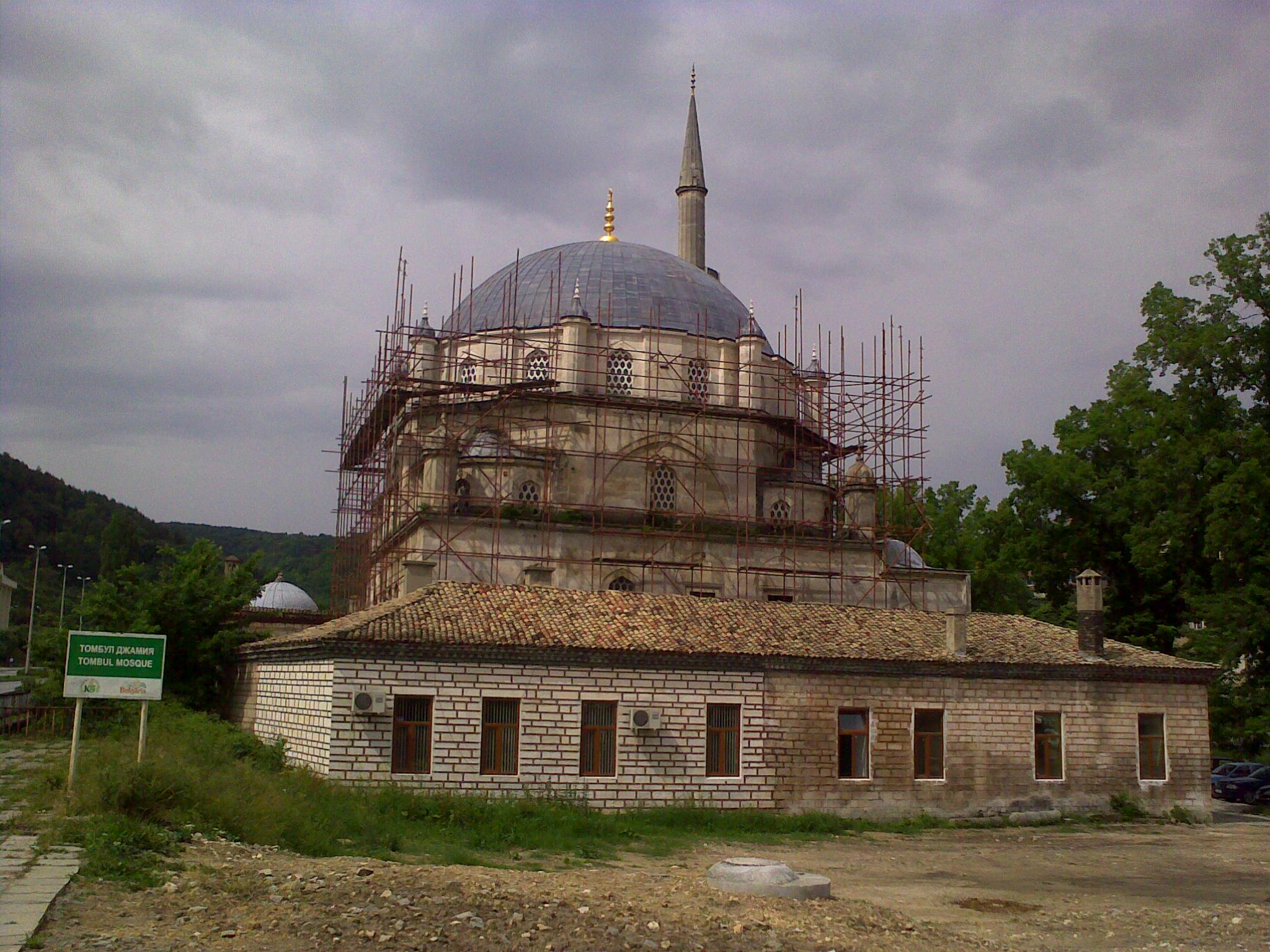
Die Ostfassade der Moschee

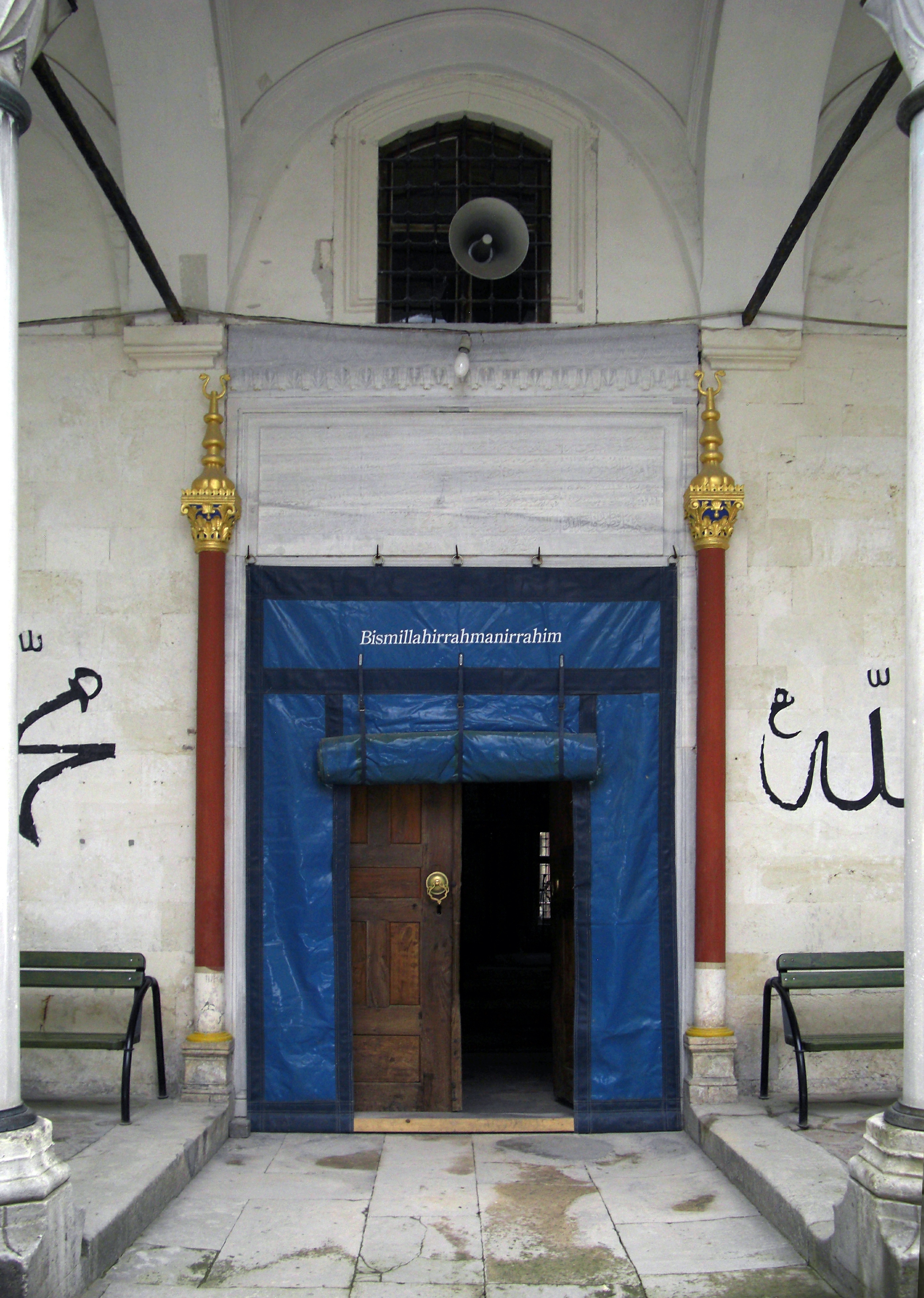
Eingang

Der Gebäudekomplex besteht aus einer Freitagsmoschee, einem Innenhof mit Garten und einem weiteren Gebäude mit 12 Zimmern, welches einst als Unterkunft der Schüler der Medrese genutzt wurde. Die Moschee basiert auf einem quadratischen Grundriss; die Kuppel wird aber von einem achteckigen Tambour getragen. Die Spitze (alem) der Kuppel befindet sich 25 Meter über dem Boden. Das Innere des Bethauses ist mit pflanzlichen und geometrischen Formen (Arabeske) und Suren in arabischer Schrift verziert. Ein Portikus öffnet gegen den Innenhof. Das Minarett der Tombul-Moschee ist ca. 40 Meter hoch. Obgleich die Moschee oft als Beispiel des „osmanischen Barocks“ am Balkan genannt wird, finden sich „barocke“ Elemente lediglich in den, wohl in die Mitte des 19. Jahrhunderts zu datierenden, Wandmalereien im Inneren, nicht aber in Architektur und Bauplastik. 
Überlieferungen zufolge wurden beim Bau der Tombul-Moschee als tragende Elemente angeblich auch Säulen aus den Palästen der nahgelegenen mittelalterlichen bulgarischen Hauptstädte Pliska und Preslaw verwendet, die zur Zeit des Moscheebaus noch erhalten gewesen seien.
Neben der erwähnten Freitagsmoschee und der Medrese beherbergt der Baukomplex des Şerif Halil Paşa weiters eine Grundschule (mektep) und eine Bibliothek, in der einst auch Unterricht in der islamischen Schönschreibkunst (Kalligrafie) erteilt wurden. In der Mitte des seitlich an die Moschee anschließenden Hofes, um den herum sich die Räumlichkeiten der Medrese und der Bibliothek befinden, steht ein şadırvan genannter Brunnen.

## Bauinschrift
Der Text der auf einer Marmortafel über dem Eingang angebrachten Bauinschrift (türk. kitabe) stammt vom bekannten Istanbuler Dichter Nimet. Die acht Doppelverse, in 16 umrandete Schriftfelder aufgeteilt, wurden vom ebenfalls bekannten Kalligrafen İbrahim Namık gestaltet, wie die Inschrift verrät. Diese lautet in einer Übersetzung wie folgt: 
„Der Verwalter [kethüda] des Großwesirs, der Zufluchtsort von hoch und niedrig, jener Namensvetter des Erbauers des Heiligen Hauses, jene erlauchte Persönlichkeit, jener Unbestechliche hat zweimal die hohe Stelle des Verwalteramtes [kethüdalık] mit Glück und Macht beehrt. Jener, der die wichtigen Angelegenheiten der Religion und des Staates erledigt, ist der, der die Sunna durchführt, der der Helfer des Dieners des erhabenen religiösen Rechtes ist. Weil er einen reinen Ursprungsort und Freigebigkeit besitzt, hat jener Großmütige mit wohllöblichen Werken diese Stadt rein und sauber gemacht, hat unter anderem dieses schmucke Heiligtum mit Licht erfüllt, dessen Grundriss schön, dessen Aufriss lieblich und dessen Bau noch dazu fest ist. Wie schön ist das neue Gefüge, das Heiligtum herzberückenden Baues! Wenn es der Kaaba gleichwertig ist und ihr nachfolgt, so ist dies nur recht und billig. Die Wahrheit ist, dass er für den Ausspruch „die Liebe zur Heimat“ den Wahrheitsbeweis erbracht hat. Der huldvolle Gebieter möge ihn reichlicher Belohnung teilhaftig machen! Nimet hat auch ein schönes Chronogramm zu ihrer [d. h. der Moschee] Beschreibung zusammengestellt: „Die reine Moschee des Şerif ist wie ein Licht belebt worden.“ Geschrieben von İbrahim Namık, im Jahre 1157 der Hidschra [d. h. 1744/5 A.D.].“

## Nachweise
1. ↑  Das bulgarische Wort für Moschee Dschamija (bulg. джамия) wird vom türkischen Wort cami abgeleitet, das die Freitagsmoschee gegenüber dem Bethaus (mescit) abgrenzt.
2. ↑  Eine Anspielung auf Abraham, der nach islamischer Tradition die Kaaba zugeschrieben wird, und der den Beinamen Halil trägt.
3. ↑  Nach Herbert Duda: Balkantürkische Studien. Wien, 1949, S. 72–73. 113-114 (Facsimile), sowie Anregungen in Robert Anhegger: Neues zur balkantürkischen Forschung. In: Zeitschrift der Deutschen Morgenländischen Gesellschaft, Bd. 103 (1953), S. 85–86.